# Rafael Reyes
José Gregorio Ambrosio Rafael Reyes Prieto (* 5. Dezember 1849 in Santa Rosa de Viterbo, Boyacá; † 19. Februar 1921 in Bogotá) war ein kolumbianischer Entdeckungsreisender, Diplomat und Politiker. Von 1904 bis 1909 war Rafael Reyes Präsident Kolumbiens.

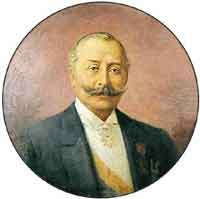
Rafael Reyes

## Leben
1874 unternahm er mit seinen Brüdern eine Entdeckungsreise zur Erforschung und Inbesitznahme des unerforschten Amazonasbeckens in Kolumbien. Während ein Bruder an Fieber starb und ein weiterer Bruder dem Kannibalismus der Ureinwohner zum Opfer fiel, lebte er selbst für zehn Jahre im Dschungel.
Unmittelbar nach seiner Rückkehr nach Bogotá trat er mit der vorherrschenden konservativen Partido Conservador Colombiano in Verbindung und half er dem diktatorisch regierenden Präsidenten Rafael Núñez 1885 bei der Unterdrückung liberaler Revolten. Für seine Unterstützung ernannte ihn Núñez während seiner Amtszeiten (1884 bis 1886, 1887 bis 1892 sowie 1892 bis 1894) unter anderem zum Innenminister sowie zum Botschafter in Frankreich. Während der Präsidentschaft von José Manuel Marroquín war er zwischen 1901 und 1902 Delegierter bei der zweiten panamerikanischen Konferenz in Mexiko-Stadt. Nach der von den Vereinigten Staaten unterstützten Sezession Panamas von Kolumbien 1903 bemühte er sich als Unterhändler vergeblich um eine Entschädigung durch die USA.

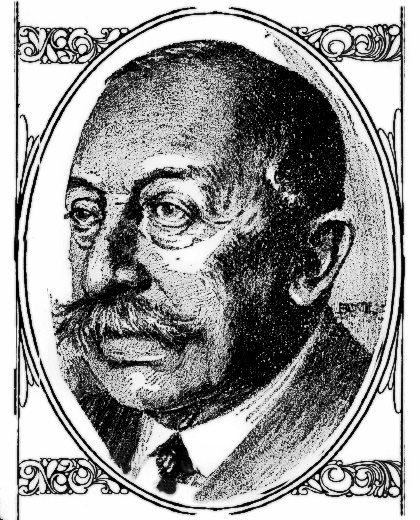
Rafael Reyes 1913 (Bild in The New York Times)

1904 wurde er als Nachfolger Marroquíns schließlich selbst zum Präsidenten Kolumbiens gewählt. Während seiner bis zum 27. Juli 1909 dauernden Amtszeit bediente er sich bereits kurz nach seinem Amtsantritt ebenfalls diktatorischer Methoden, in dem er den Kongress auflöste, einige seiner Mitglieder inhaftieren ließen und sein eigenes „Scheinparlament“ ernannte. Andererseits war seine Regierungszeit insoweit erfolgreich, als er die internationalen Kredite des Staates neu regelte, die Produktion von Kaffee als wichtige Exporteinnahmequelle steigerte und den Bau von Eisenbahnlinien und öffentlicher Einrichtungen ausweitete. Außerdem kam es in seiner Amtszeit zu einer Trennung von Kirche und Staat. Dennoch wuchs der Unmut in der Bevölkerung gegen seine Diktatur. Letztlich zwang ihn die Opposition gegen den von ihn beabsichtigten Vertrag mit den Vereinigten Staaten 1909 und somit fünf Jahre vor dem Ende seiner Amtszeit 1914 zum Rücktritt. Dieser Vertrag sah vor, dass Kolumbien für den Verlust Panamas von den USA eine finanzielle Entschädigung von lediglich 2,5 Millionen US-Dollars erhalten sollte.
Anschließend hielt er sich zehn Jahre im Ausland, unter anderem in Brasilien, auf und kehrte erst 1919 nach Kolumbien zurück.